# 台辉高速公路
台辉高速公路是位于河南省北部的一条高速公路，全长约219.6千米。途经台前县、范县、濮阳县、清丰县、濮阳市、内黄县、鹤壁市、淇县、林州、辉县市9个县市，在河南高速路网中的编号为S26。目前全线建成通车。

## 台前至范县段
该段又称范台梁高速，东端接山东省境内的规划中的宁阳至梁山高速，西端至德上高速公路，线路全长37.551km，于2017年2月正式开工建设，2019年底通车，结束了台前县不通高速公路的历史。2020年12月26日，台前至豫鲁省界段通车。

## 范县至濮阳段
濮范高速西起大广高速公路，向东依次经过濮阳高新区、华龙区、清丰县、濮阳县、范县，止于拟建的德商高速公路，东连规划建设的范台梁高速公路，全长55．6公里，其中大桥6座，中桥11座，小桥2座，涵洞71道，通道103道；设计采用双向四车道高速公路技术标准，设计行车速度100公里/小时，路基宽26米，路面面层采用沥青混凝土结构，全线占地325．136公顷(4877亩)，批复概算总金额213795万元。濮范高速公路于2006年12月25日开工奠基，2012年8月27日全线通车。

## 濮阳至鹤壁段
又称濮鹤高速公路,已于2004年11月15日建成通车。全长63.858公里，双向四车道，设计行车速度为每小时120公里，全线设有特大桥2座、大桥2座、中桥21座、通道涵洞180道、互通式立交5处、分离式立交28处、天桥12座、收费站4处（分别为：濮阳站、内黄站、浚县站、浚县西站）、停车区1处（内黄停车区）。2008年4月29日，濮鹤高速公路项目荣获全国公路交通优质工程一等奖。这是河南省目前唯一获奖项目，也是该省已通车高速公路项目首次荣获该奖项。

## 鹤壁至豫晋界段
又称鹤辉高速公路，全长约61.2公里，其中鹤壁段长约20.3公里，工程概算总投资约38.8亿元，于2011年5月全面施工。后因项目投资人重组而资金链断裂，不久全线停工。2021年3月，项目在法院执行拍卖后全面复工。2022年12月26日，鹤辉高速公路建成通车。

## 互通枢纽及服务设施列表
| 地区                                                                                         | 里程 | 类型                                       | 名称               | 连接                | 说明                      |
| -------------------------------------------------------------------------------------------- | ---- | ------------------------------------------ | ------------------ | ------------------- | ------------------------- |
| 省界                                                                                         |      | 河流 · 桥梁                                | 台辉高速黄河特大桥 | 台辉高速黄河特大桥  | 接 董梁高速               |
| 濮阳市 台前县                                                                                |      | 出入口                                     | 台前               | 342国道 101省道     |                           |
| 濮阳市 台前县                                                                                |      | 停车场 · 加油设施 · 修车站 · 餐厅          | 台前               | 台前                |                           |
| 濮阳市 范县                                                                                  |      | 出入口                                     | 高码头             | 342国道             |                           |
| 濮阳市 范县                                                                                  |      | 枢纽                                       | 范縣東             | 德上高速            |                           |
| 濮阳市 范县                                                                                  |      | 出入口                                     | 范县               | 240国道             |                           |
| 濮阳市 范县                                                                                  |      | 出入口                                     | 濮城               | 342国道 305省道     |                           |
| 濮阳市 濮阳县                                                                                |      | 枢纽                                       | 衛城               | 濮商高速            |                           |
| 濮阳市 华龙区                                                                                |      | 停车场 · 加油设施 · 修车站 · 餐厅          |                    |                     |                           |
| 濮阳市 华龙区                                                                                |      | 出入口                                     | 濮阳北             | 106国道             |                           |
| 濮阳市 华龙区                                                                                |      | 出入口                                     | 开州               | 开州北路            |                           |
| 濮阳市 华龙区                                                                                |      | 枢纽                                       | 濮陽北             | 大广高速            | 与 大广高速共线路段起点   |
| 濮阳市 华龙区                                                                                |      | 枢纽 · 出入口                              | 濮阳               | 大广高速 中原西路   | 与 大广高速共线路段终点   |
| 安阳市 内黄县                                                                                |      | 出入口                                     | 内黄南             | 220省道             |                           |
| 安阳市 内黄县                                                                                |      | 停车场 · 飲料小吃                          | 内黄               | 内黄                |                           |
| 鹤壁市 浚县                                                                                  |      | 枢纽                                       | 善堂               | 京武高速            |                           |
| 鹤壁市 浚县                                                                                  |      | 出入口                                     | 浚县东             | 230国道             |                           |
| 鹤壁市 浚县                                                                                  |      | 出入口                                     | 浚县西             | 515国道             |                           |
| 鹤壁市 淇滨区                                                                                |      | 枢纽 · 出入口                              | 鹤壁北             | 京港澳高速 淇滨大道 | 与 京港澳高速共线路段起点 |
| 鹤壁市 淇滨区                                                                                |      | 出入口                                     | 鹤壁               | 342国道（南海路）   |                           |
| 鹤壁市 淇县                                                                                  |      | 枢纽                                       | 鶴壁               | 京港澳高速          | 与 京港澳高速共线路段终点 |
| 鹤壁市 淇县                                                                                  |      | 出入口 · 停车场 · 加油设施 · 修车站 · 餐厅 | 朝歌               | 沬邑路              |                           |
| 鹤壁市 淇县                                                                                  |      | 枢纽                                       | 淇縣北             | 安新高速            |                           |
| 新乡市 卫辉市                                                                                |      | 出入口                                     | 狮豹头             | 227省道             |                           |
| 安阳市 林州市                                                                                |      | 出入口                                     | 林州万泉湖         | 林州万泉湖          |                           |
| 安阳市 林州市                                                                                |      | 枢纽                                       | 梨林               | 沿太行高速          |                           |
| 新乡市 辉县市                                                                                |      | 停车场 · 飲料小吃                          | 辉县               | 辉县                |                           |
| 新乡市 辉县市                                                                                |      | 出入口                                     | 万仙山             | 229省道             |                           |
| 新乡市 辉县市                                                                                |      | 枢纽                                       | 新莊               | 郑辉高速            |                           |
| 1.000 英里 = 1.609 千米；1.000 千米 = 0.621 英里 并行路段 • 已关闭／取消 • 限制进入 • 未开放 |      |                                            |                    |                     |                           |